# Фильос (Чайджума)
Фильос (тур. Filyos) — город в Турции, в районе Чайджума в иле Зонгулдак. Расположен в 25 км к северо-востоку от города Зонгулдак, в 23 км к северу от районного центра Чайджума, на побережье Чёрного моря, у мыса Фильос-Бурун (Хисар), западнее устья реки Фильос (Енидже-Ирмак).
Включает в себя кварталы — махалле (mahalle) Абаджик (Abacık), Гериш (Geriş), Хисарёню (Hisarönü), Сеферджиоглу (Sefercioğlu), Отеюз (Öteyüz).

## История

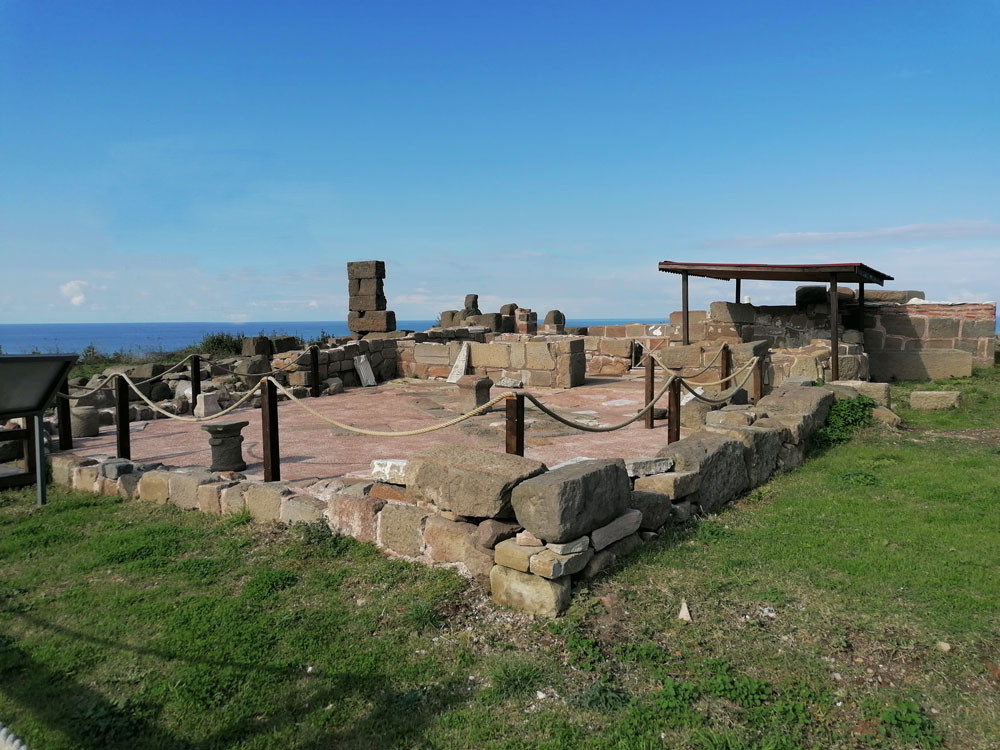
Руины крепости в Фильосе

К северо-востоку находятся руины древнего портового города Тиоса. Стефан Византийский сообщает, что название города является производным от встречающегося в большом количестве фригийских надписей имени бога Tiyes — вифинского верховного божества, аналогичного греческому Зевсу. В ходе раскопок Тиоса под руководством профессора Шахина Йилдырыма (Şahin Yıldırım) из Бартынского университета найдены рунические тексты, позволяющие предположить, что до греческой колонизации существовало фригийское поселение.
Положение Тиоса определялось притязаниями на господство над ним со стороны Вифинии, Гераклеи Понтийской, Понта и Пергама, что особенно ярко проявилось во время Понтийской войны (183—179 до н. э.).
В 2003 году Министерством культуры и туризма проведены реставрационные работы в крепости в Фильосе, которая, как считается, построена римлянами. Сохранились стены средневекового замка и остатки башни эллинистического/римского периода. На востоке акрополя обнаружены мраморная колонна и основание, мраморная табличка с надписью, каменные саркофаги и кирпичные гробницы.

## Транспорт

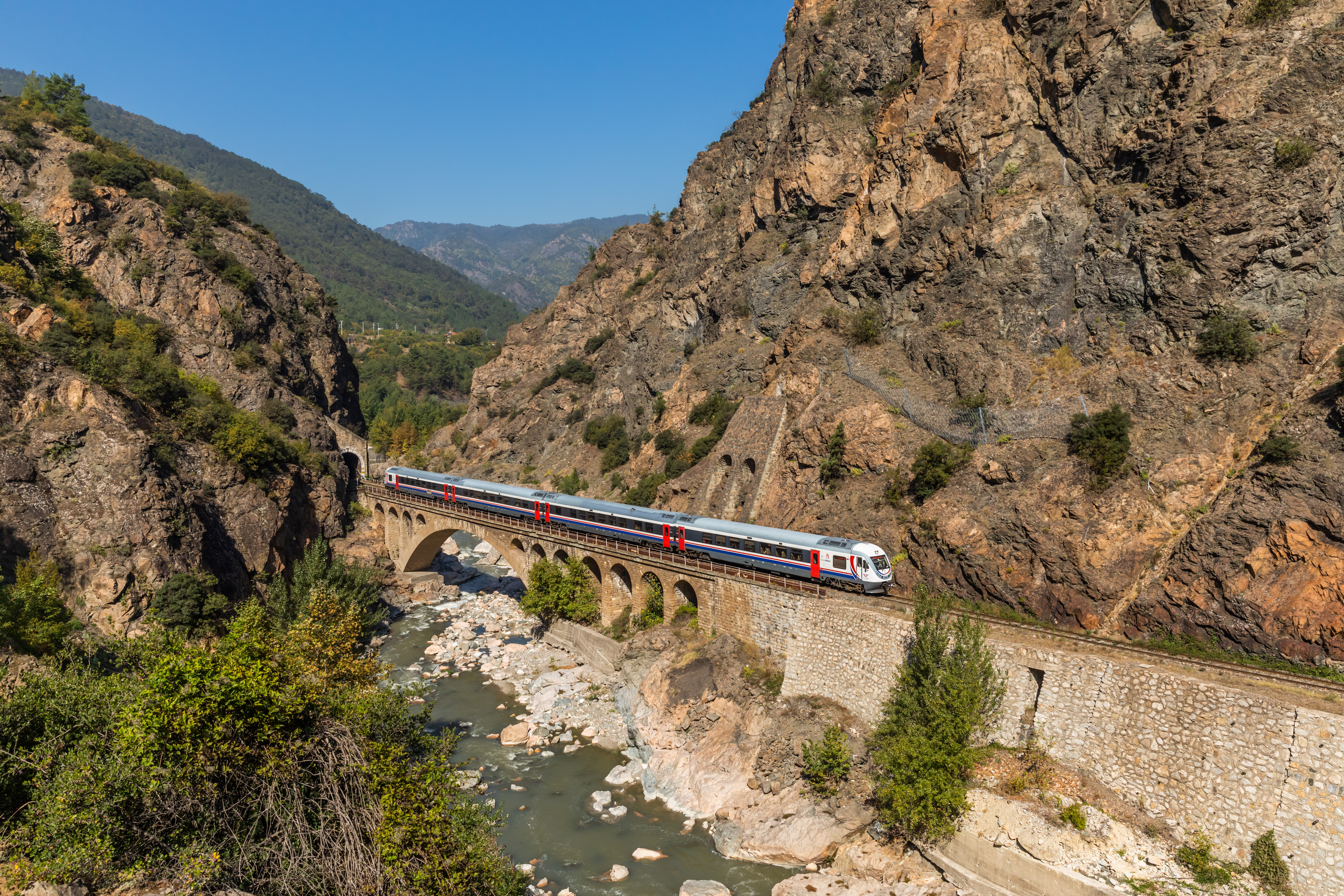
Поезд TCDD на участке Болкуш — Карабюк железной дороги Ирмак — Зонгулдак в долине реки Фильос

Река Енидже (Фильос) прорезает Западно-Понтийские горы, давая выход к морю Зонгулдакской железной дороге (так называемой угольной дороге). Дорога, построенная шведской компанией «Нидквист и Хольм», соединяет каменноугольный бассейн Зонгулдак на побережье Чёрного моря с линией Анкара — Кайсери в пункте Ирмак (70 км восточнее Анкары). Эту линию прокладывали в исключительно сложных природных условиях: необходимо было создать большое число технических сооружений. На участке от Ирмака до Хисарёню (415 км) надо было построить 53 моста и 37 туннелей длиной 8689 м, в том числе туннель Батыбели (Batıbeli Tüneli) — 3440 м (один из самых длинных туннелей своего времени) между станциями Гёллюдже и Ильдизим. Строительство началось в 1927 году. В 1930 году линия достигла станции Баллыкысык (Ballıkısık İstasyonu). В 1931 году завершён участок Ирмак — Чанкыры длиной 104 км. Железная дорога Хисарёню — Ирмак была сдана в эксплуатацию 1 апреля 1934 года. Отрезок дороги от Хисарёню до Зонгулдака (25 км), начатый в 1932 году, был закончен 12 августа 1937 года. Строительство дороги Ирмак — Зонгулдак обошлось государству в 52,8 млн лир.
Линия Зонгулдак — Ирмак — Кайсери — Сивас — Дивриги является одной из важнейших в экономическом отношении, она связывает между собой три крупнейших экономических центра: угольный (Зонгулдак), металлургический (Карабюк) и железорудный (Дивриги). Карабюкский металлургический комбинат в Карабюке на реке Соганлы (Соганлычайи) был введён в эксплуатацию в 1939 году.

## Экономика
Огнеупорный кирпич изготовляется на заводе в Фильосе, основанном в 1945 году для удовлетворения потребностей металлургических предприятий Карабюка в огнеупорных материалах на основе алюмосиликата и был введён в эксплуатацию в 1949 году. В 1955 году завод был переоборудован, в результате чего его производственная мощность увеличилась в два раза. Это самое крупное кирпичное предприятие Турции. Мощность — 28,8 тыс. т кирпича в год (1965). Изначально завод принадлежал государственному Сумербанку (Sümerbank) как «Сумербанк атеш тугласы санаии мюессеси» (Sümerbank Ateş Tuğlası Sanayi Müessesi). В мае 1997 года предприятие было приватизировано. Завод производит огнеупоры из высококачественного каолина, который импортируется из Украины и России.
В 165 км к северу от Фильоса, на глубине 4,5 км расположено газовое месторождение Сакарья, открытое в 2020 году. Запасы месторождения оцениваются в 540 млрд м³. Предусматривается прокладка двух газопроводов протяженностью около 170 км. Природный газ будет доставляться в Фильос, где будет поступать на газоперерабатывающий завод, строительство которого близко к завершению.